# Association for Computing Machinery
La Association for Computing Machinery (ACM) è un'associazione internazionale accademica e senza scopo di lucro dedicata a scienziati ed educatori dell'informatica. Fondata nel 1947, ha la sua sede a New York e nel 2011 contava più di centomila membri e nel 2015 è la più grande associazione con tali scopi. È l'associazione che annualmente assegna il Turing Award (premio Turing): l'equivalente del Premio Nobel nel settore informatico.

## Attività
La ACM conduce gran parte delle sue attività entro uno dei suoi 170 capitoli locali (chapters) o uno dei suoi 34 special interest groups (SIGs). Molti dei SIGs, come SIGGRAPH e SIGCOMM, sponsorizzano conferenze che si tengono a cadenze regolari e che sono diventate famose come eventi della massima rilevanza per la presentazione delle recenti innovazioni in molti campi. Inoltre i SIGs pubblicano un numero rilevante di periodici scientifici, di riviste di discussione e divulgazione e di newsletters.
ACM sponsorizza anche altri eventi riguardanti l'informatica, tra cui la gara ACM International Collegiate Programming Contest (ACM-ICPC).

## Consiglio ACM-W su Donne in informatica
ACM-W, il consiglio ACM sulle donne nel campo della computer science, supporta a livello internazionale il coinvolgimento delle donne nell'informatica. I principali programmi di ACM-W consistono in riconoscimenti accordati a donne che operano in questo ambito, organizzazione di capitoli regionali ACM-W e borse di studio per le studentesse di informatica che partecipano alla ricerca. In India e in Europa queste attività sono supervisionate rispettivamente da ACM-W India e ACM-W Europe. ACM-W collabora con organizzazioni come l'Anita Borg Institute, il National Center for Women & Information Technology (NCWIT) e il Comitato per lo status delle donne nella ricerca informatica (CRA-W).

### Athena Lectures
L'ACM-W conferisce un Athena Lecturer Award annuale, programma iniziato nel 2006 per onorare ricercatrici donne che hanno contribuito in modo fondamentale all'informatica. Hanno vinto il riconoscimento:
- 2006–2007: Deborah Estrin di UCLA
- 2007–2008: Karen Spärck Jones di Cambridge University
- 2008–2009: Shafi Goldwasser di MIT e Weitzmann Institute of Science
- 2009–2010: Susan J. Eggers di University of Washington
- 2010–2011: Mary Jane Irwin di Pennsylvania State University
- 2011–2012: Judith S. Olson di University of California, Irvine
- 2012–2013: Nancy Lynch di MIT
- 2013–2014: Katherine Yelick di LBNL[6]
- 2014–2015: Susan Dumais di Microsoft Research
- 2015–2016: Jennifer Widom di Stanford University
- 2016–2017: Jennifer Rexford di Princeton University

## Servizi
La casa editrice dell'associazione, ACM Press, pubblica un periodico accademico, Journal of the ACM, e riviste più generaliste rivolte ai professionisti del computer, Communications of the ACM e Queue. Molti dei dibattiti di maggiore risonanza e influenza della storia del calcolo automatico si sono tenuti sulle pagine delle Communications. Tra questi la lettera "GOTO Statement Considered harmful", la discussione su come fosse opportuno chiamare l'allora nascente campo della computer science e il dibattito dedicato al miglioramento del nome ACM, motivato dal fatto che la parola "machinery" non riguarda più impianti che occupano un edificio, ma dispositivi con estensioni misurate in micrometri (tutti i tre tentativi avanzati per modificare il nome dell'associazione sono falliti).
ACM ha reso accessibili on-line quasi tutte le sue pubblicazioni alla sua Digital Library e rende disponibile in rete anche una Guide to Computing Literature. Inoltre offre ai suoi membri assicurazioni e altri servizi.

## ACM e IEEE Computer Society
Tra le associazioni scientifiche e professionali ACM trova come concorrente la IEEE Computer Society. È difficile descrivere in modo accurato le differenze tra queste due associazioni: in linea di massima si può dire che ACM focalizzi le proprie attenzioni sull'informatica teorica e sulle applicazioni dal punto di vista dell'utente finale, mentre la IEEE rivolge maggiormente i suoi interessi sui problemi dell'hardware e della standardizzazione. Un altro modo, un po' semplicistico, di segnare la differenza tra le due associazioni consiste nell'affermazione che ACM è composta dai maggiorenti delle Scienze Informatiche, mentre IEEE dai maggiorenti dell'Ingegneria Elettronica.
Naturalmente tra le attività delle due organizzazioni vi sono rilevanti sovrapposizioni ed esse talora cooperano allo sviluppo di determinati progetti: questo è accaduto per la definizione dei curricula accademici dell'area informatica.